# Helpline
Linka pomoci neboli Helpline je telefonní služba, která nabízí pomoc volajícím. Mnoho asistenčních linek nyní nabízí více než telefonickou podporu – nabízí přístup k informacím, radám nebo zákaznickým službám prostřednictvím telefonu, e-mailu, webu (chatbot) nebo SMS. Linka může ve své minimalistické podobě poskytnout emoční podporu člověku v tísni. Je určena pro pomoc jednotlivcům.
Rozsah služeb je různý, ale vždy zahrnují telefonické poradenství. Někdy se používá také název horká linka neboli hotline.

## Příklady telefonické podpory
- asistenční služba (telefonická služba k pojištění a podobně)
- infolinka (podniková ústředna, operátor PBX)
- linka bezpečí (česká krizová linka pro děti a mládež)
- linka důvěry neboli krizová linka
- linka pomoci řidičům 1224 (evropský projekt)
- telefonická krizová intervence
- tísňová linka (112, 150, 155, 158)
- zelená linka